# Indépendance fonctionnelle
L'indépendance fonctionnelle est une métrique importante en architecture logicielle, elle mesure l'autonomie d'un composant logiciel. Cette métrique donne des indicateurs sur la possibilité d'extraction d'un composant se trouvant dans un logiciel existant et sa simplicité d'intégration dans un autre logiciel. Il s'agit donc d'une mesure de la possibilité de réutilisation d'un composant logiciel.
Cette métrique est généralement simplement évaluée par le rapport cohésion / couplage.